# Wachtmeister (efternamn)
Wachtmeister är ett efternamn, som i Sverige bärs av personer tillhörande ätten Wachtmeister.

## Personer med efternamnet Wachtmeister ordnade alfabetiskt

### A
- Alarik Wachtmeister, flera personer
  - Alarik Wachtmeister (1804–1887)
  - Alarik Wachtmeister (1890–1953)
  - Alarik Wachtmeister (1922–2013)
- Alice Trolle-Wachtmeister
- Anne-Malène Wachtmeister
- Arvid Wachtmeister, flera personer
  - Arvid Wachtmeister (1889–1961)
  - Arvid Wachtmeister (1919–2004)
  - Arvid Wachtmeister (1924–2004)
- Axel Wachtmeister, flera personer
  - Axel Wachtmeister (fältmarskalk), 1643 - 1699
  - Axel Wachtmeister (1827–1899), greve och riksdagsman
  - Axel Wachtmeister (1886–1949), greve, militär och jordbrukare
  - Axel Hansson Wachtmeister, riksdagsman 1855 - 1926
  - Axel Trolle-Wachtmeister, greve, riksdagsman och landshövding 1812 - 1907
  - Axel Raoul Wachtmeister

### B
- Baltzar Wachtmeister
- Bleckert Wachtmeister, flera personer
  - Bleckert Wachtmeister (1644–1701), friherre, militär och ämbetsman
  - Bleckert Wachtmeister (1910–1983), greve och civilekonom

### C
- Carl Wachtmeister, flera personer
  - Carl Wachtmeister (1720–1792)
  - Carl Wachtmeister (1823–1871)
  - Carl Wachtmeister (fotbollsspelare)
  - Carl Wachtmeister (1869–1941)
  - Carl Adam Wachtmeister
  - Carl Alarik Wachtmeister
  - Carl Axel Wachtmeister, flera personer
    - Carl Axel Wachtmeister (1754–1810)
    - Carl Axel Wachtmeister (1795–1865)
    - Carl Axel Wachtmeister (1924–2017)

  - Carl Fredrik Wachtmeister (1830–1889)
  - Carl Hans Wachtmeister (1682–1731), friherre och sjömilitär
  - Carl Hans Wachtmeister (1689–1736), greve och sjömilitär
  - Carl-Johan Wachtmeister
- Claes Adam Wachtmeister
- Claes Adam Wachtmeister (1795–1873)
- Clas Wachtmeister (1926-2011)
- Claës Wachtmeister (född 1952)
- Constance Wachtmeister

### F
- Fredrik Wachtmeister
- Fritz Wachtmeister

### G
- Gotthard Wachtmeister
- Gustaf Wachtmeister, flera personer
  - Gustaf Wachtmeister (1757–1826)
  - Gustaf Wachtmeister (1887–1978)
  - Gustaf Wachtmeister (1792–1859)
- Gösta Wachtmeister

### H
- Hans Wachtmeister, flera personer
  - Hans Wachtmeister (död 1590)
  - Hans Wachtmeister af Björkö (1609–1652)
  - Hans Wachtmeister (1641–1714)
  - Hans Wachtmeister (1793–1827)
  - Hans Wachtmeister (1828–1905)
  - Hans Wachtmeister (1874–1950)
  - Hans Wachtmeister (född 1940)
  - Hans Wachtmeister (politiker)
  - Hans Fredrik Wachtmeister
  - Hans Gabriel Trolle-Wachtmeister
  - Hans Gustaf Trolle-Wachtmeister
  - Hans Hansson Wachtmeister
- Henning Wachtmeister
- Hugo Hansson Wachtmeister

### I
- Ian Wachtmeister

### K
- Kerstin Wachtmeister
- Knut Wachtmeister

### N
- Nils Wachtmeister, flera personer
  - Nils Wachtmeister (1891–1960)
  - Nils Wachtmeister (1923–2003)

### P
- Peder Wachtmeister

### R
- Rosina Wachtmeister
- Rütger Wachtmeister, flera personer
  - Rütger Wachtmeister (1906–1993)
  - Rütger Wachtmeister (1916–2003)

### S
- Shering Wachtmeister

### T
- Tom Wachtmeister

### V
- Vilhelm Wachtmeister (1809–1879)

### W
- Welam Wachtmeister
- Wilhelm Wachtmeister